# Partituur

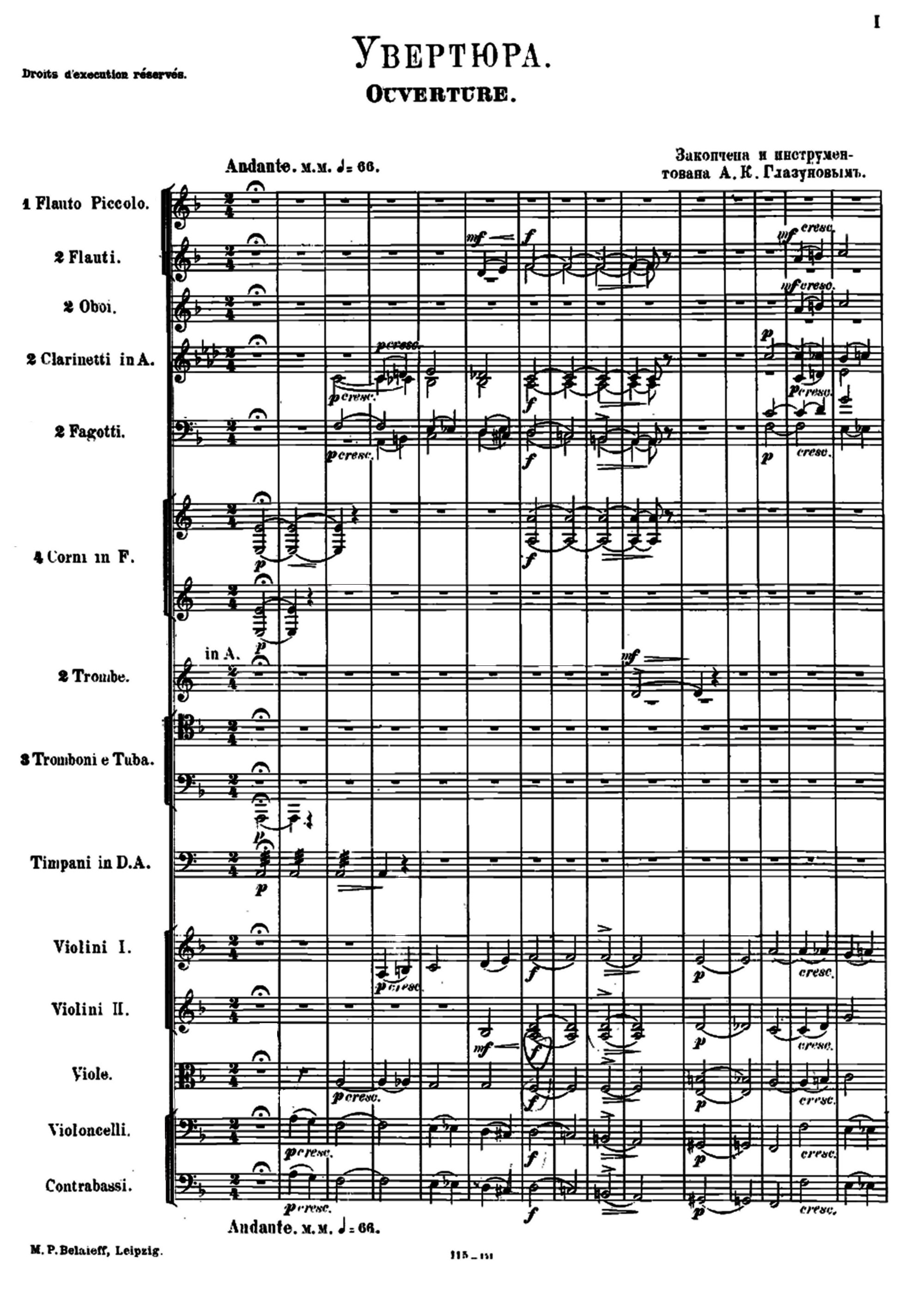
Eerste bladzijde in de partituur van de ouverture van de opera Prins Igor

Een partituur (van Italiaans: partitura, indeling) is in de muziek het volledige overzicht, meestal op papier, van een muziekstuk, waarin alle afzonderlijke partijen onder elkaar genoteerd staan. De dirigent kan in de partituur met één blik het totale verloop van de muziek overzien. Bij symfonische werken beslaat elke regel uit een partituur vaak een volledige bladzijde.
De componist of arrangeur is degene die de partituur samenstelt en de notatie erin verzorgt.
De diverse instrumentgroepen worden vooraan het systeem gegroepeerd door middel van een haak. Een accolade in plaats van een haak geeft aan dat meerdere notenbalken bij één bespeler horen zoals het geval is bij een piano, harp, accordeon of orgel.
Bij composities voor het klassieke orkest, is er een specifieke partituurvolgorde. Deze omschrijft de volgorde, van boven naar beneden, waarin de notenbalken dienen te worden geplaatst.

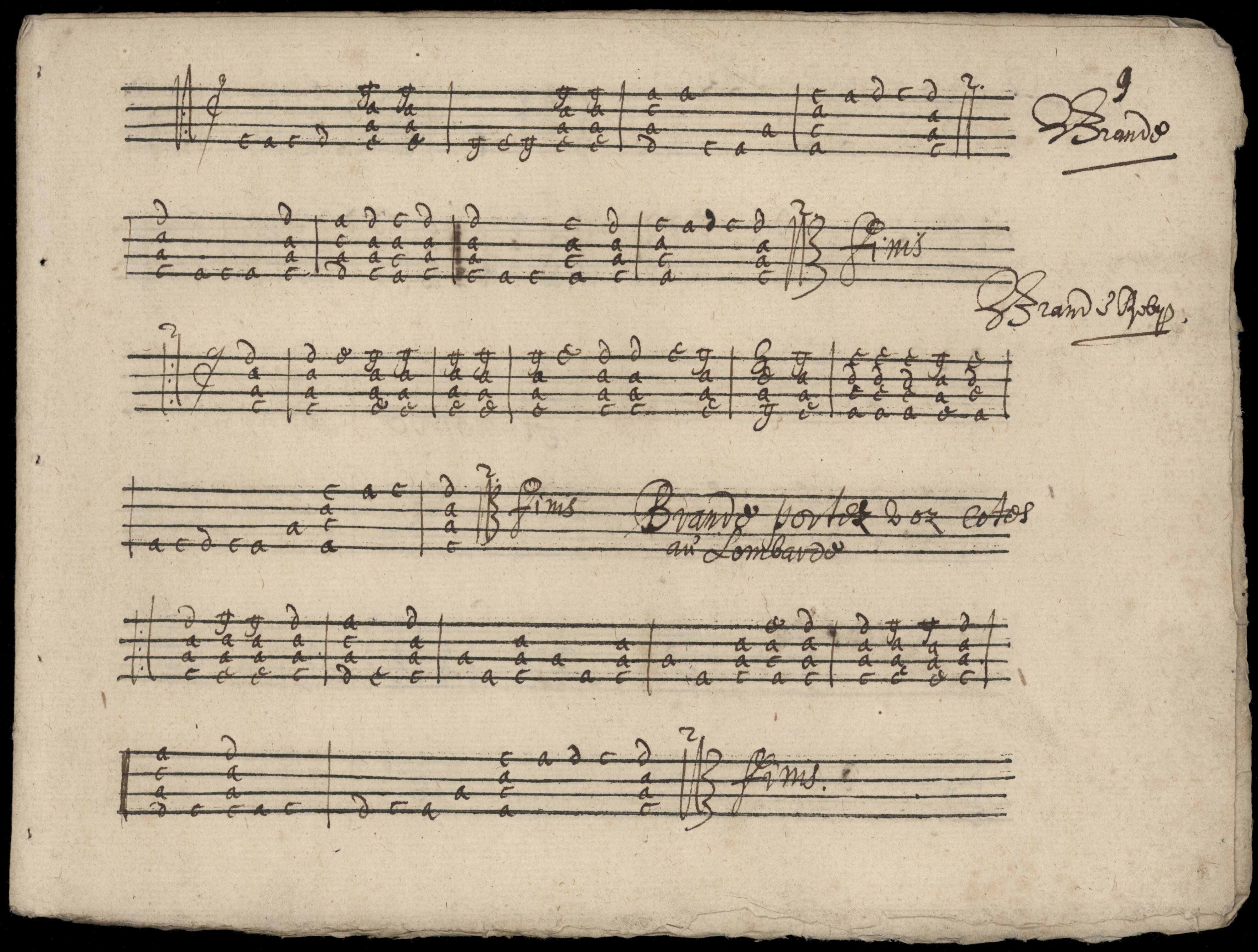
Het concept "partituur" bestaat al heel lang. Dit is bijvoorbeeld een fragment uit de bladmuziek voor een 4 korige diatonische cister. Gemaakt in de 16e eeuw.

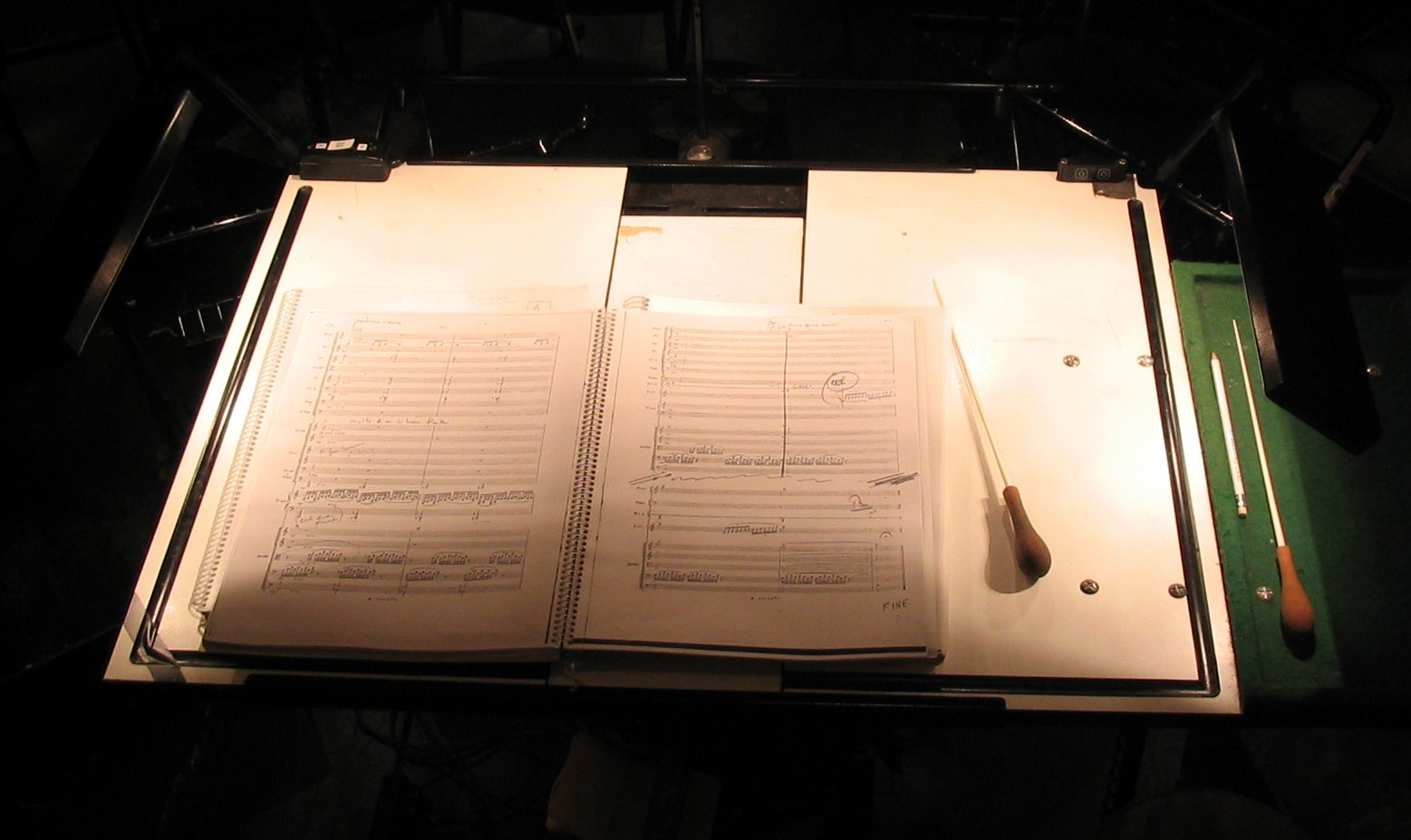
Een partituur op de lessenaar van de dirigent

De partituurvolgorde rangschikt in de muzieknotatie de instrumenten volgens de diverse instrumentgroepen, en bovendien systematisch van hoog naar laag:
- Houtblazers
  - Piccolo
  - Fluit
  - Altfluit
  - Hobo
  - Cor anglais
  - Klarinet
  - Basklarinet
  - Fagot
  - Contrafagot
- Hoorn(s)
- Koperblazers
  - Trompet(ten)
  - Trombone(s)
  - Tuba(s)
- Slagwerk
- Harp
- Piano
- Koor
  - Sopraan
  - Alt
  - Tenor
  - Bas
- Solist(en)
- Strijkers
  - Eerste viool of violen
  - Tweede viool of violen
  - Atlviool of altviolen
  - Cello of celli
  - Contrabas(sen)

Bij een kleinere bezetting dan het symfonieorkest, wordt de onderlinge partituurvolgorde gehandhaafd, maar zijn er minder notenbalken.
In moderne muziek wordt soms gebruikgemaakt van grafische partituren, waarin (soms naast de traditionele notatiewijzen) zelfbedachte tekens of grafieken voorkomen. Een grafische partituur kan gebruikt worden om bijvoorbeeld het verloop van elektronisch voortgebrachte klanken grafisch weer te geven, om de musicus een grotere speelvrijheid te geven, of om muziek weer te geven die niet met behulp van het traditionele notenbeeld kan worden genoteerd.
In lichte muziek wordt vaak gebruikgemaakt van leadsheets, een bijzondere vorm van partituur, waarin slechts de melodie is vastgelegd, vergezeld door de bijbehorende akkoordsymbolen.
In geval een partituur wordt samengevat spreekt men van een uittreksel.
De laatste jaren worden steeds meer partituren door middel van speciaal op muzieknotatie gerichte computerprogramma's vervaardigd en digitaal (bijvoorbeeld via het internet) ter publicatie aangeboden of verkocht.